# بلمونت فيلادج (فيلادلفيا)
بلمونت فيلادج (بالإنجليزية: Belmont Village, Philadelphia)‏ هي حي متوسط المستوى يقع في القسم الغربي من فيلادلفيا، بنسلفانيا، الولايات المتحدة.

## الحدود
تشمل منطقة قرية بلمونت سيتي افنيو من الشمال، وحديقة فيرمونت من الجنوب، ونادي بالا للغولف من الغرب، وبلمونت افنيو من الشرق.
وتفصل ساحة نادي بالا للغولف وخط سينويد التابع لهيئة نقل بنسلفانيا الجنوبي الشرقي (المعروف سابقا ب R6) قرية بلمونت عن مجاورتها غربا وينفيلد، ويفصل مرفق بلمونت لمعالجة المياه القرية عن مجاورتها شرقاً مرتفعات وينفيلد، وتحدها حديقة «فيرمونت» جنوباً، وطريق خط المدينة شمالاً.
تعتبر قرية بلمونت بالإضافة إلى ايست فولز ومانايونك عضوا في مجلس النواب في بلنسلفانيا مقاطعه 194و مجلس شيوخ بنسلفانيا كمقاطعه 7، الجمعية المدنية للحي هي جمعية مجلس قرية بلمونت.

## التركيبة السكانية
تدخل قرية بلمونت في تعداد السكان الخاص بالمنطقة 121 والتي تعتبر متوسطة المستوى حيث أن متوسط دخل 2009 اسرة هو 75.168 دولار
تعداد السكان الخاص لقرية بلمونت يتمثل في 59.0% من السود و33.5% من البيض و3.2% من اللاتينيين و2.8% من الآسيويين حسب التعداد السكاني الأمريكي عام 2000

## وسائل النقل
يمكن الوصول إلى المدينة الوسطى عبر طريق النهر الغربي وخط سينويد التابع لهيئة نقل بنسلفانيا الجنوبي الشرقي في القرية، تقع محطة بالا مقابل نهاية القرية من الجهة الشمالية، ويمكن الوصول لعدة طرق رئيسية كشارع 1 وl-76 وl-95 أيضا.

## التعليم
تخدم مدرسة مقاطعة فيلاديلفيا قرية بلمونت، فتلاميذ الحي يدرسون في مدرسة ويليام ب. مان الابتدائية، وبعد سنوات من عدم إمكانية المدرسة للتوصل لمعايير الولاية قامت مدرسة المقاطعة بتغيير مديرها مان الي المدارس الدستورية في أيار من عام 2010، وستستمر مدرسة مان على أنها مدرسة الحي وأول مدرسة ابتدائية.
والمدرسة الثانوية للمنطقة هي مدرسة اوفربروك الثانوية.
يوجد عدد من المدارس الابتدائية والثانوية الخاصة في قرية بلمونت تتضمن مدرسة فريندز سنترال في سيتي افنيو، كما تم افتتاح كليتان في قرية بلمونت هما كلية فيلادلفيا للطب التقويمي في الشرق وجامعة القديس جوزيف في الغرب.

## نقاط محلية مهمة
على الحد الشمالي لقرية بلمونت توجد منطقة أعمال سيتي افنيو حيث توجد عدة محلات ومطاعم، سوق بالا يقع مقابل سيتي افنيو في قرية بلمونت ويحتوي على محل بقالة كبير ومحلات ومطاعم.
وعلى الحد الجنوبي لقريه بلمونت توجد حديقة بلمونت والتي تحوي مناطق حيوية كمسرح كاروسيل ومركز مان للفنون المسرحية، وبالقرب من سايدبارك الشرقي توجد حديقة فيلادلفيا للحيوانات والقاعة التذكارية ومتحف بليز توتش(يمكنك اللمس)
وفي شهر تموز لكل عام يستقطب حدث قريك بكنك أكثر من مليون شخص إلى منطقة مجاورة لحديقة فيرمونت تحتفل فيه الكلية الأفريقية-الأمريكية بالاخويات والجمعيات النسائية.

## المعرض

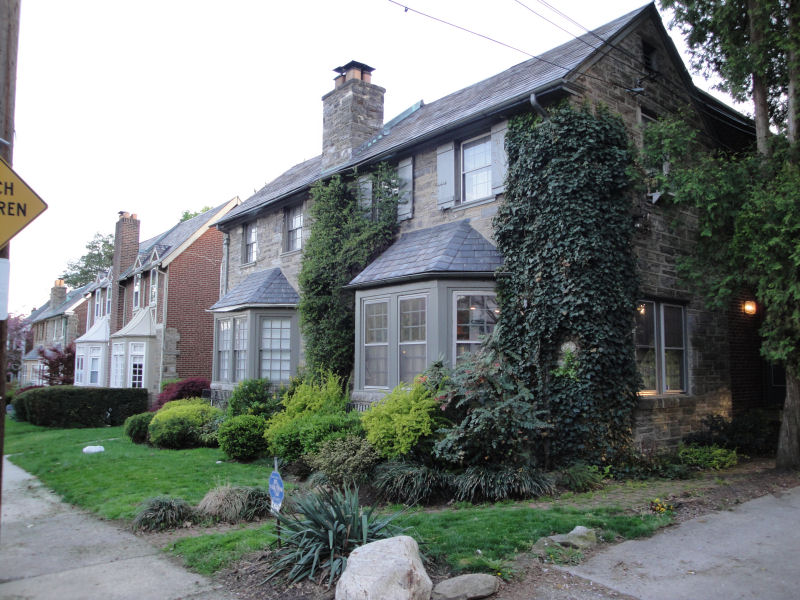
ستون توين على طريق ليناب
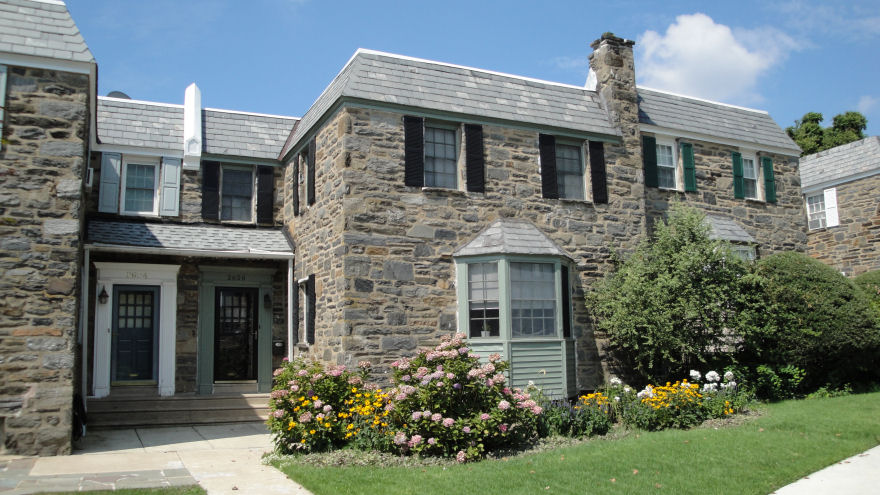
ستون رو على طريق ليناب
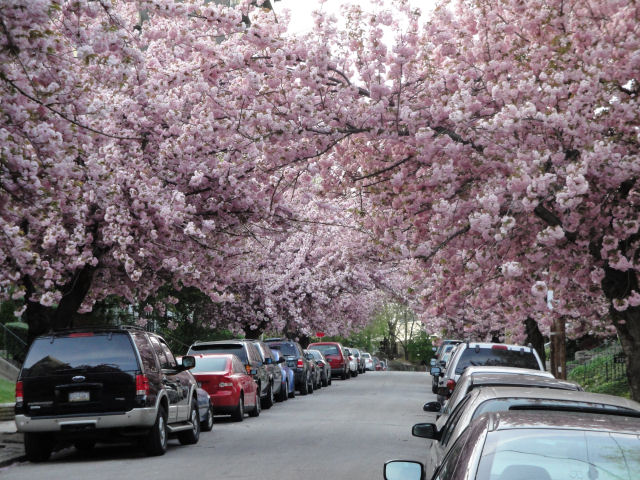
شارع ال46 في ازهار كامل
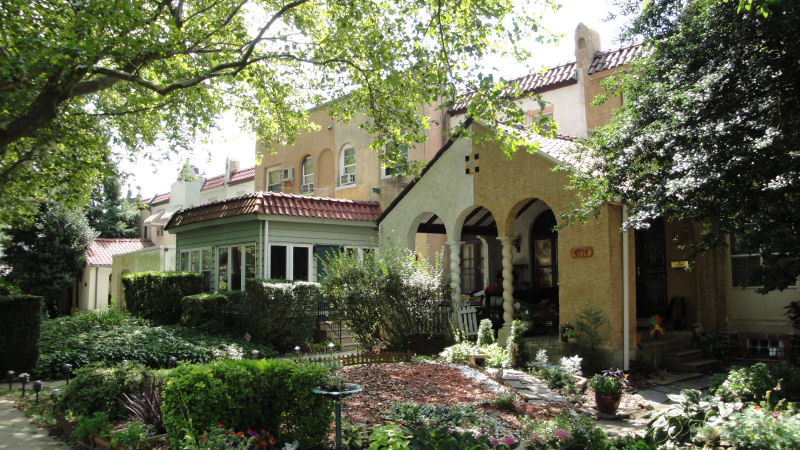
منازل مستوحاه من الإسبانيين على شارع كونشهوكن
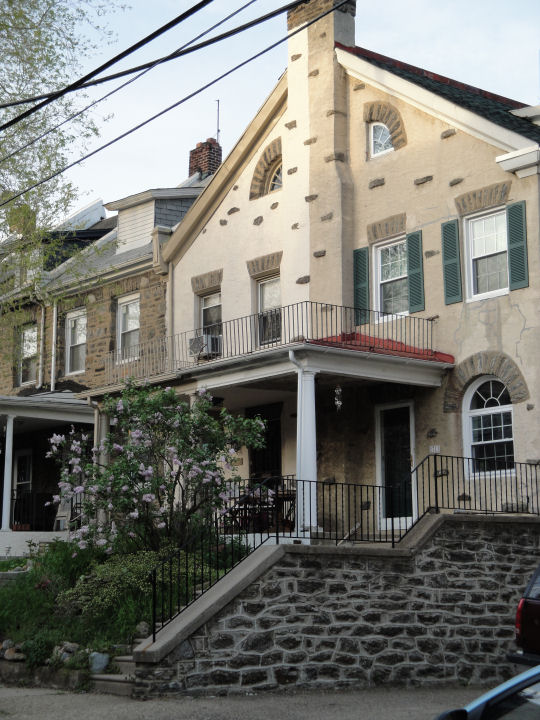
ستاكو توين على شارع ال46

## روابط خارجية
•	Belmont Village Community Association
•	City Avenue Business District